# Aleurolobus barodensis
Aleurolobus barodensis là một loài côn trùng cánh nửa trong họ Aleyrodidae, phân họ Aleyrodinae.
Aleurolobus barodensis được Maskell miêu tả khoa học đầu tiên năm 1896.